# 波申雀麦
波申雀麦（学名：Bromus paulsenii）为禾本科雀麦属下的一个种。

## 扩展阅读
- 維基物種上的相關：波申雀麦